# هيلما ساندرز-برامز
هيلما ساندرز-برامز (بالألمانية: Helma Sanders-Brahms )‏ (و. 1940 – 2014 م) هي مخرجة أفلام، وكاتبة سيناريو، ومنتجة أفلام، ومخرجة تلفزيونية، ومنتجة تلفزيونية، وممثلة، وممثلة أفلام ألمانية، ولدت في إمدن، توفيت في برلين، عن عمر يناهز 74 عاماً، بسبب مرض.

## جوائز
حصلت على جوائز منها:
- جائزة ساثرلاند  [لغات أخرى]‏، عن عمل: No Mercy, No Future [الإنجليزية]‏ (1981)
- جائزة الفيلم الألماني لأفضل سيناريو  [لغات أخرى]‏، عن عمل: Heinrich  [لغات أخرى]‏ (1977)
- فارس وسام الفنون والآداب
- الدكتوراة الفخرية من جامعة غوتنبرغ.

## وصلات خارجية
- هيلما ساندرز-برامز على موقع IMDb (الإنجليزية)
- هيلما ساندرز-برامز على موقع مونزينجر (الألمانية)
- هيلما ساندرز-برامز على موقع ألو سيني (الفرنسية)
- هيلما ساندرز-برامز على موقع ميوزك برينز (الإنجليزية)
- هيلما ساندرز-برامز على موقع أول موفي (الإنجليزية)
- هيلما ساندرز-برامز على موقع قاعدة بيانات الأفلام السويدية (السويدية)
- هيلما ساندرز-برامز على موقع ديسكوغز (الإنجليزية)
- هيلما ساندرز-برامز على موقع قاعدة بيانات الفيلم (الإنجليزية)
- هيلما ساندرز-برامز على موقع كينوبويسك (الروسية)